# Ріжки пурпурові
Ріжки пурпурові (Claviceps purpurea) — паразитний гриб класу сумчастих, що пошкоджує зав'язь понад 100 культурних і дикорослих злаків. Паразитують здебільшого на житі.
Гриб має пурпурове забарвлення, розміщується в колосках замість зерен, і нагадує формою зуб або ріг. При розломі ріжок всередині білий.
Пурпурові ріжки містять алкалоїди (ерготамін, ерготоксин, ергометрин, ергостерин), гістамін, тирамін, бетаїн та інші речовини.
Народні назви цього гриба включають: бабка, баб'ячий зуб, воронячі кігті, головня, житниця, житні ріжки, маткові ріжки, омилок, ріжок-у-житі, спір, спориння, шалениця.

## Отруєння грибом
В ХІХ столітті поля часто були заражені пурпуровими ріжками. В підручниках тих часів попереджували, що якщо злаки мають фіолетові плями, гіркуватий смак, то їсти його не можна.
Також цей гриб звинувачують в нападах хореоманії .
Алкалоїди маткових ріжок мають психотропну, нейротоксичну дію, зумовлену збуджувальним, а потім пригнічувальним ефектом на центральну нервову систему, зокрема на альфа-адренорецептори з вираженим судинорозширювальним ефектом, що супроводиться зниженням артеріального тиску.
Симптоми отруєння: залежать від клінічної форми, яка проявляється у вигляді гангрени (гангренозна форма) або судом (конвульсивна форма).
У тварин, які поїдають злаки з цими ріжками, з'являється омертвіння вух, хвоста і ніг.

## Зараження грибом рослин

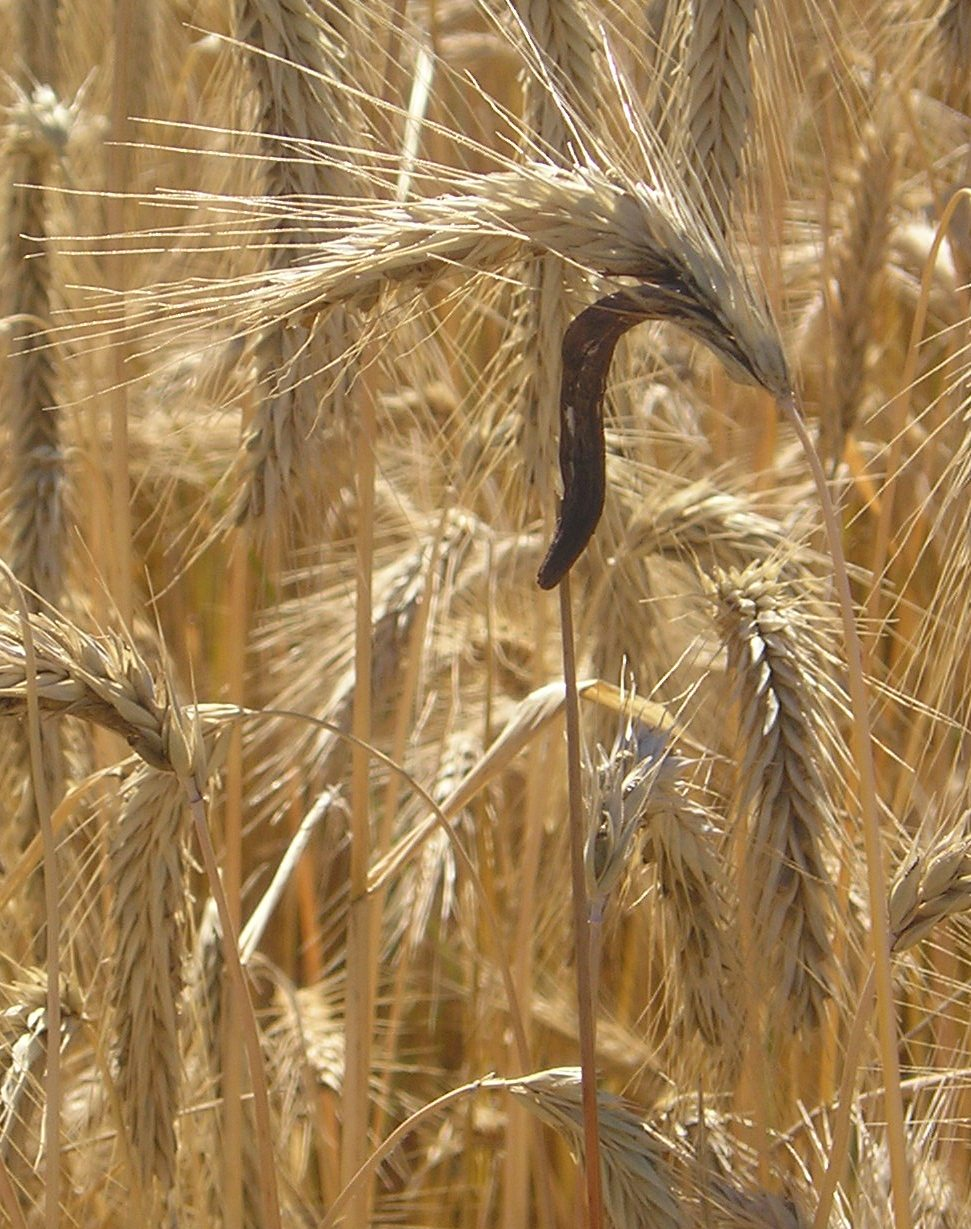
Ріжки пурпурові

Восени при збиранні хлібів ріжок падає на землю і перезимовує під снігом, а навесні на ньому виростає кілька червонуватих кульок на ніжках. На час цвітіння жита в кульках дозріють спори, вітром піднімуться догори і проникнуть в її квітки. У зав'язі спора проросте, утворюючи грибні нитки (грибницю). Цими нитками виділяються дрібні клітини разом з цукристою рідиною, яку називають «медвяною росою». Медяна роса приваблює комах. Вони її їдять, забруднивши в ній черевце і лапки. Потім, перелітаючи на інші колоски, вони розносять клітини ріжків і заражають все нові і нові рослини жита.